# Церковь Святого Игнатия (Монтана)
Церковь Святого Игнатия (англ. St. Ignatius Mission) — историческая католическая церковь, расположенная в Сент-Игнейшесе, штат Монтана. В 1854 году на этом месте священниками-иезуитами Пьером-Жаном Де Сметом и Адрианом Хёккеном была основана миссия, названная в честь патрона ордена иезуитов, Игнатия Лойолы; вокруг миссии вырос городок с тем же именем.
Церковь в нынешнем виде была построена между 1891 и 1893 годами и внесена в Национальный реестр исторических мест в 1973 году.

## Архитектура

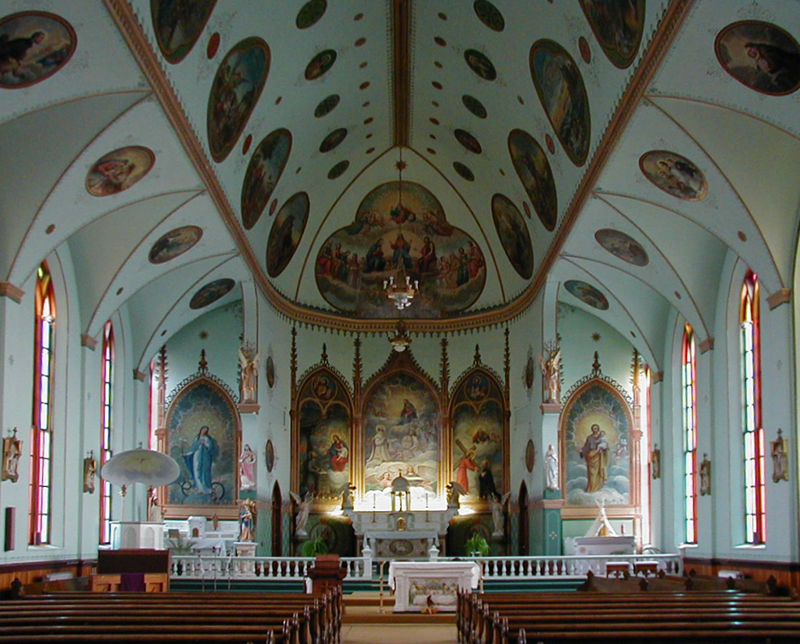
Интерьер церкви Святого Игнатия

Церковь Святого Игнатия представляет собой образец архитектуры в стиле неоготики, построенный из кирпича, изготовленного из местной глины. Наиболее примечательной особенностью интерьера являются росписи, численностью в 58 штук, написанных монахом Джозефом Кариньяно, непрофессиональным художником, который работал поваром в миссии. Росписи являются изображениями из Нового Завета, смешанных с представлениями о вере салишей. Церковь имеет размеры 37 на 18 метров (или 120 на 60 футов) в плане, а ее колокольня достигает почти 30 метров (или 100 футов) в высоту.